# Antig Engineering
Antig Engineering és una empresa britànica fabricant de motocicletes amb seu a Gloucester. Fundada per l'antic pilot de speedway Tig Perry el 1966, l'empresa produeix especialment motocicletes de speedway i grasstrack equipades amb motors de diverses marques, tant de dos temps com de quatre.
Antig va començar construint kits de bastidors per a motocicletes de grasstrack i, més tard, va passar a fabricar motocicletes completes amb una gamma de motors que variaven des dels Bultaco fins als JAP. El 1985, Tig Perry va absorbir l'empresa fabricant de motors Weslake i els va començar a muntar en bastidors RTS (una empresa que havia fundat el 1982 el seu germà Sylwyn conjuntament amb R. Taylor). Aquestes motocicletes es van conèixer com a Antig-Weslake i Antig-Rts. Antig va adquirir també el negoci de construcció de bastidors d'Alf Hagon.
Tig Perry es va morir el 2001. L'empresa la dirigeix actualment el seu fill David.